# Курлов, Павел Григорьевич
Павел Григорьевич Курлов (1860 — 20 июня 1923) — российский военный и государственный деятель, киевский и минский губернатор, товарищ министра внутренних дел, главноначальствующий отдельного корпуса жандармов. Действительный статский советник (01.01.1907). Генерал-лейтенант (18.04.1910). В эмиграции написал воспоминания «Гибель императорской России».

## Биография
Родился в дворянской семье, дед прошёл службу от рядового до генерал-майора, отец вышел в отставку генералом от инфантерии. В 1879 году окончил Николаевское кавалерийское училище. Служил в лейб-гвардии Конно-гренадерском полку, в Таурогенской, Бакинской, Петербургской бригадах пограничной стражи.
В 1888 году окончил Военно-юридическую академию, служил в прокурорском надзоре. Прикомандирован к прокурорскому надзору Московского военного округа. С 1890 в ведомстве Министерства юстиции (товарищ прокурора Костромского, Тверского, Владимирского, Московского окружных судов). В 1891 уволен с военной службы. С 1899 прокурор при Вологодском окружном суде, с 1900 товарищ прокурора Московской судебной палаты.
С 1903 года — курский вице-губернатор. С 1905 года — минский губернатор. Губернаторство его пришлось на время революционных волнений. Курлов подавлял выступления несогласных, в частности, при выступлении революционеров расстреляет «этих мерзавцев» с применением вооружённых сил, а также издал приказ войскам «холостых патронов не брать». Итогом такой работы на посту губернатора стал Курловский расстрел, в котором солдатами было убито более 50 человек. Правительствующим сенатом был обвинён в нарушении правил о призыве войск для содействия гражданским властям, однако отрицал свою ответственность за расстрел и наказан не был.
В дальнейшем на жизнь Курлова было несколько покушений. В январе 1906 года в него бросил бомбу эсер Иван Пулихов, которому помогали Александра Измайлович и Евстафий Любанский.
С 1906 года член Совета министра внутренних дел. В апреле-августе 1907 года — и. о. вице-директора департамента полиции. С 1907 года — начальник Главного тюремного управления министерства юстиции.
С 01.01. 1909 года — товарищ министра внутренних дел, заведующий полицией, командир Отдельного корпуса жандармов, где «отличился» участием в деле о подделке завещания князя Огинского отцом и сыном Вонлярскими. После убийства Столыпина в 1911 году уволен в отставку.
В годы Первой мировой войны состоял при главном начальнике снабжения Северо-Западного фронта, затем помощник главного начальника Двинского военного округа по гражданской части. В 1914 году намечался на должность военного генерал-губернатора занятой российскими войсками Восточной Пруссии, но в связи с отступлением российских войск фактически эту должность так и не занял.
В 1916 году в течение двух месяцев находился на должности товарища министра внутренних дел. В том же году предложил Проект спасения России от революции. Основными положениями Проекта были аграрная реформа и предоставление равноправия евреям.
После Февральской революции 28 февраля (13 марта) был арестован Временным правительством. Несколько месяцев провёл в заключении в Петропавловской крепости, затем в Выборгской одиночной тюрьме. Допрашивался Чрезвычайной следственной комиссией. Был переведён по состоянию здоровья под домашний арест в августе 1917 года. В августе 1918 года выехал за границу, спасаясь от красного террора.
В эмиграции принимал участие в деятельности монархических организаций. Курлов писал:
Я был и остался до сего дня убежденным монархистом<…> единственною, соответствующую характеру русского народа, формою правления может быть только абсолютная монархия.
Скончался 20 июня 1923 года в Берлине. Похоронен 23 июня 1923 года на кладбище Тегель Погост Тегель.

## Награды
- Орден Святого Станислава 2-й степени (1899)
- Орден Святой Анны 2-й степени (1902)
- Орден Святого Станислава 1-й степени (1909)
- Орден Святой Анны 1-й степени (1915)

## Семья
- Первая жена (с 05.07.1887) — Мария Ивановна Вахрамеева (1865—1930), дочь крупного рыбопромышленника, ярославского городского головы И. А. Вахрамеева. В браке счастлива она не была. Окружающие винили в этом Курлова. Прожив вместе недолго, супруги вскоре разошлись.
- Вторая жена (с 20.04.1911) — графиня Мария Владимировна Армфельдт (1882 г.р.), дочь действительного статского советника В. А. Армфельта, разводная жена Вилламова. Венчались в Воскресенской церкви города Осташкова Тверской губернии. В этом браке родились дочь Елена и сын Николай.

## Сочинения
- Конец русского царизма: воспоминания бывшего командира корпуса жандармов / П. Курлов; с предисл. М. Павловича. — М.; Пг.: Гос. изд-во, 1923. — 296 с.
- Гибель императорской России. — Берлин: Отто Кирхнер и К°, 1923.
  - [militera.lib.ru/memo/russian/kurlov_pg/index.html Гибель императорской России.] — М.: Современник, 1991. — ISBN 5-270-01465-3
  - Гибель императорской России. — М.: Захаров, 2002. — ISBN 5-8159-0254-3